# Cuerda con nudos

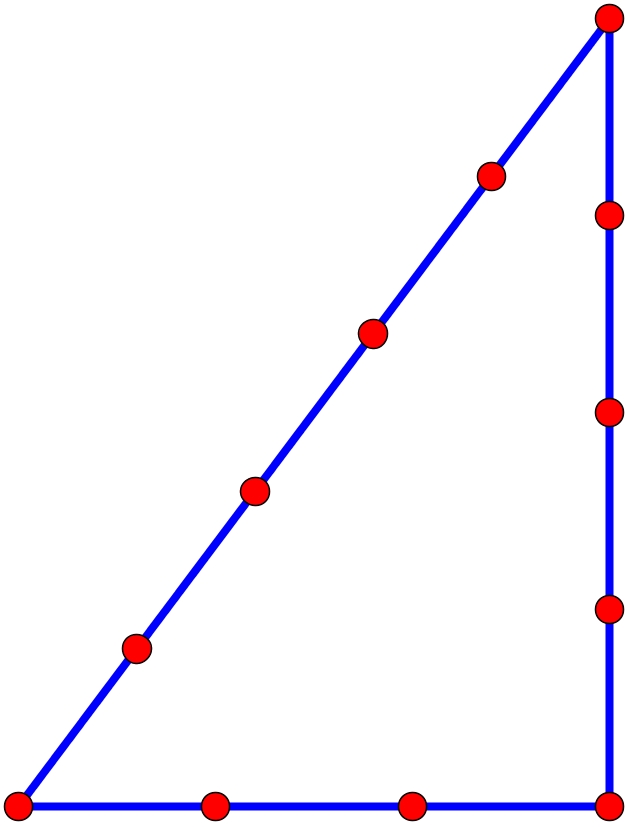
Cuerda de 12 nudos

Una cuerda con nudos es una herramienta de replanteo primitiva, utilizada para medir distancias y que también puede servir para trazar ángulos rectos. Es un trozo de cuerda con nudos situados a intervalos regulares. Estas cuerdas fueron reemplazadas por cadenas, que al ser metálicas son menos propensas a estirarse y, por lo tanto, proporcionan medidas más precisas y consistentes.
Las cuerdas anudadas fueron utilizadas por muchas culturas antiguas. El schoenus griego se conoce como una cuerda que se usaba para medir parcelas de terreno. Las cuerdas generalmente se sustituyeron por cables o cadenas en la época de Pitágoras (c 540 a. C.), utilizándose en agricultura cadenas para medir longitudes de hasta 10 estadios (equivalentes a una milla náutica). Los romanos usaban un cordón encerado para medir distancias.
Se puede emplear un cordón con 12 nudos equidistantes (las unidades no importan) con sus dos extremos unidos entre sí, para trazar un ángulo recto, formando un triángulo de lados 3–4–5, que por ejemplo podría usarse para diseñar la esquina de un campo rectangular o los cimientos de un edificio.

## Antiguo Egipto
Los agrimensores (harpedonaptas) que medían los lados de los campos usaban cordones anudados. Estos cordones anudados (en egipcio, ht) tenían 100 codos reales de largo, con un nudo por cada heno o 10 codos reales. Las cuerdas se mantenían tensas tanto para eliminar el efecto del pandeo como para obtener medidas uniformes.
Dado que la tierra en el antiguo Egipto se medía usando varias unidades diferentes, había distintas cuerdas anudadas con los nudos espaciados según cada unidad. Entre estos estaban los mh t3 o codos terrestres, los codos reales, y las varas o ha3t. Por lo general, las longitudes se agrupaban en múltiplos de 100 unidades. La longitud medida más larga que figura en el papiro de Ahmes es una circunferencia de aproximadamente una milla romana, con un diámetro de 9 khet.
A pesar de muchas afirmaciones populares, no se conocen evidencias fiables de que el triángulo 3-4-5 y, por implicación, el Teorema de Pitágoras, se usara en el antiguo Egipto para trazar ángulos rectos, como sería el caso de las pirámides. El historiador Moritz Cantor hizo la conjetura por primera vez en 1882. Ciertamente, los egipcios fueron capaces de trazar ángulos rectos con precisión; sus agrimensores usaban cuerdas anudadas para medir; Plutarco registró en Isis and Osiris (alrededor del año 100 d. C.) que los egipcios admiraban el triángulo 3-4-5; y el Papiro de Berlín 6619 datado en el imperio medio (antes de 1700 a. C.) incluye anotaciones que sugieren el conocimiento del teorema de Pitágoras. Sin embargo, ningún texto egipcio anterior al 300 a. C. menciona el uso del teorema para encontrar la longitud de los lados de un triángulo, y el historiador de las matemáticas Roger Cooke señala que hay formas más sencillas de construir un ángulo recto. Supone que los antiguos egipcios probablemente conocían el teorema de Pitágoras, pero concluye que "no hay evidencia de que lo usaran para construir ángulos rectos".